# Vriesea haltonii
Vriesea haltonii är en gräsväxtart som beskrevs av Hans Edmund Luther. Vriesea haltonii ingår i släktet Vriesea och familjen Bromeliaceae. Inga underarter finns listade i Catalogue of Life.